# Exército Vermelho
O Exército Vermelho de Trabalhadores e Camponeses, frequentemente abreviado para Exército Vermelho, era o exército e a força aérea da República Socialista Federativa Soviética da Rússia e, depois de 1922, da União das Repúblicas Socialistas Soviéticas. O exército foi estabelecido imediatamente após a Revolução de Outubro de 1917. Os bolcheviques formaram um exército para se opor às confederações militares (especialmente os vários grupos conhecidos coletivamente como o Exército Branco) de seus adversários durante a Guerra Civil Russa. A partir de fevereiro de 1946, o Exército Vermelho, junto com a Marinha Soviética, incorporou o principal componente das Forças Armadas Soviéticas; assumindo o nome oficial de "Exército Soviético", até sua dissolução em dezembro de 1991.
O Exército Vermelho forneceu a maior força terrestre na vitória dos Aliados na frente europeia da Segunda Guerra Mundial, e sua invasão da Manchúria ajudou a rendição incondicional do Império do Japão. Durante as operações na Frente Oriental, foi responsável por 75-80% das vítimas que a Wehrmacht e a Waffen-SS sofreram durante a guerra e, por fim, capturou a capital da Alemanha Nazista, Berlim.

## Origens

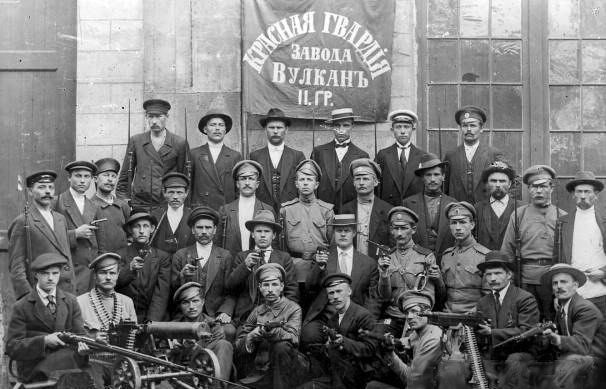
Unidade dos Guardas Vermelhos da fábrica Vulkan

Em setembro de 1917, Vladimir Lenin escreveu: "Só existe uma maneira de impedir a restauração da polícia, que é criar uma milícia popular e fundi-la com o exército (o exército permanente será substituído pelo armamento de todo o povo)". Na época, o Exército Imperial Russo começou a entrar em colapso. Aproximadamente 23% (cerca de 19 milhões) da população masculina do Império Russo foram mobilizados; entretanto, a maioria deles não estava equipada com nenhuma arma e tinha funções de apoio, como manter as linhas de comunicação e as áreas de base. O general czarista Nikolay Dukhonin estimou que houve 2 milhões de desertores, 1,8 milhões de mortos, 5 milhões de feridos e 2 milhões de prisioneiros. Ele estimou as tropas restantes em 10 milhões.
Enquanto o Exército Imperial Russo estava sendo desmontado, "tornou-se aparente que as unidades maltrapilhas da Guarda Vermelha e os elementos do exército imperial que haviam passado para o lado dos bolcheviques eram bastante inadequados para a tarefa de defender o novo governo contra inimigos". Portanto, o Conselho do Comissariado do Povo decidiu formar o Exército Vermelho em 28 de janeiro de 1918. Eles imaginaram um corpo "formado com os melhores elementos das classes trabalhadoras com consciência de classe". Todos os cidadãos da república russa com 18 anos ou mais eram elegíveis. Seu papel é a defesa "da autoridade soviética, a criação de uma base para a transformação do exército permanente em uma força que deriva sua força de uma nação em armas, e, além disso, a criação de uma base para o apoio da vinda Revolução Socialista na Europa". O alistamento estava condicionado a "garantias dadas por um comitê militar ou civil funcionando dentro do território do Poder Soviético, ou por comitês partidários ou sindicais ou, em casos extremos, por duas pessoas pertencentes a uma das organizações acima". No caso de uma unidade inteira querer ingressar no Exército Vermelho, uma "garantia coletiva e o voto afirmativo de todos os seus membros seriam necessários". Como o Exército Vermelho era composto principalmente por camponeses, as famílias dos que serviam tinham garantia de ração e assistência no trabalho agrícola. Alguns camponeses que permaneceram em casa ansiavam por ingressar no Exército; homens, junto com algumas mulheres, inundaram os centros de recrutamento. Se fossem rejeitados, iriam coletar sucata e preparar pacotes especiais. Em alguns casos, o dinheiro que eles ganharam iria para tanques para o Exército.
O Conselho do Comissariado do Povo se autointitulou chefe supremo do Exército Vermelho, delegando o comando e a administração do exército ao Comissariado para os Assuntos Militares e ao Colégio Especial de Todas as Russias dentro desse comissariado. Nikolai Krylenko era o comandante-chefe supremo, com Alexander Miasnikian como vice. Nikolai Podvoisky se tornou o comissário da guerra, Pavel Dybenko, comissário da frota. Proshyan, Samoisky, Steinberg também foram especificados como comissários do povo, bem como Vladimir Bonch-Bruyevich do Bureau de Comissários. Em uma reunião conjunta de bolcheviques e socialistas-revolucionários de esquerda, realizada em 22 de fevereiro de 1918, Krylenko observou: "Não temos exército. Os soldados desmoralizados fogem, em pânico, assim que veem um capacete alemão aparecer no horizonte, abandonando sua artilharia, comboios e todo o material de guerra ao inimigo que avança triunfantemente. As unidades da Guarda Vermelha são afastadas como moscas. Não temos poder para combater o inimigo; apenas uma assinatura imediata do tratado de paz nos salvará da destruição".

## História

Martelo e o Arado usado pelo Exército Vermelho de 1918 a 1922, quando foi substituído pelo Martelo e Foice.

### Guerra Civil Russa
A Guerra Civil Russa (1917-1923) ocorreu em três períodos:
1. Outubro de 1917 – novembro de 1918: Da Revolução Bolchevique ao armistício da Primeira Guerra Mundial, desenvolvido a partir da nacionalização do governo Bolchevique das tradicionais terras cossacos em novembro de 1917. Isso provocou a insurreição do Exército Voluntário do general Alexey Maximovich Kaledin na região do Rio Dom. O Tratado de Brest-Litovski (março de 1918) agravou a política interna russa. A situação geral encorajou a intervenção direta dos Aliados na Guerra Civil Russa, na qual doze países estrangeiros apoiaram milícias antibolcheviques. Uma série de combates resultou, envolvendo, entre outros, a Legião Checoslovaca, a 5.ª Divisão de Fuzileiros Polonesa e os Fuzileiros Letões Vermelhos pró-bolcheviques.
2. Janeiro de 1919 – novembro de 1919: Inicialmente, os exércitos brancos avançaram com sucesso: do sul, sob o general Anton Denikin; do leste, sob o almirante Aleksandr Kolchak; e do noroeste, sob o general Nikolai Yudenich. Os brancos derrotaram o Exército Vermelho em cada frente. Leon Trótski reformou e contra-atacou: o Exército Vermelho repeliu o exército do almirante Kolchak em junho e os exércitos do general Denikin e do general Yudenich em outubro.[10] Em meados de novembro, os exércitos brancos estavam quase completamente exaustos. Em janeiro de 1920, o Primeiro Exército de Cavalaria de Semyon Budyonny entrou em Rostov-on-Don.
3. 1919 – 1923: Algumas batalhas periféricas continuaram por mais dois anos, e os remanescentes das forças brancas continuaram no Extremo Oriente Russo em 1923.

No início da guerra civil, o Exército Vermelho consistia em 299 regimentos de infantaria. A guerra civil se intensificou depois que Vladimir Lenin dissolveu a Assembleia Constituinte Russa (5 a 6 de janeiro de 1918) e o governo soviético assinou o Tratado de Brest-Litovski (3 de março de 1918), removendo a Rússia da Primeira Guerra Mundial. Livre da guerra internacional, o Exército Vermelho enfrentou uma guerra destrutiva contra uma variedade de forças anticomunistas opostas, incluindo o Exército Insurrecional Revolucionário da Ucrânia, o "Exército Negro" liderado por Nestor Makhno, os exércitos Verde anti-Branco e anti-Vermelho, esforços para restaurar o derrotado Governo Provisório, monarquistas, mas principalmente o Movimento Branco de várias confederações militares anti-socialistas diferentes. O "Dia do Exército Vermelho", 23 de fevereiro de 1918, tem um significado histórico duplo: foi o primeiro dia de recrutamento de recrutas (em Petrogrado e Moscou) e o primeiro dia de combate contra o Exército Imperial Alemão de ocupação.
Em junho de 1918, Trótski aboliu o controle dos trabalhadores sobre o Exército Vermelho, substituindo a eleição de oficiais por hierarquias tradicionais do exército e criminalizando a dissidência com a pena de morte. Simultaneamente, Trótski realizou um recrutamento em massa de oficiais do antigo Exército Imperial Russo, que foram empregados como especialistas militares (voenspetsy). A comissão especial de Lev Glezarov os recrutou e selecionou. Os bolcheviques ocasionalmente reforçavam a lealdade de tais recrutas mantendo suas famílias como reféns. Como resultado desta iniciativa, em 1918 75% dos oficiais eram ex-czaristas. Em meados de agosto de 1920, o ex-czaristas do Exército Vermelho incluía 48 000 oficiais, 10 300 administradores e 214 000 suboficiais. Quando a guerra civil terminou em 1922, os ex-czaristas constituíam 83% dos comandantes divisionais e corpos do Exército Vermelho.

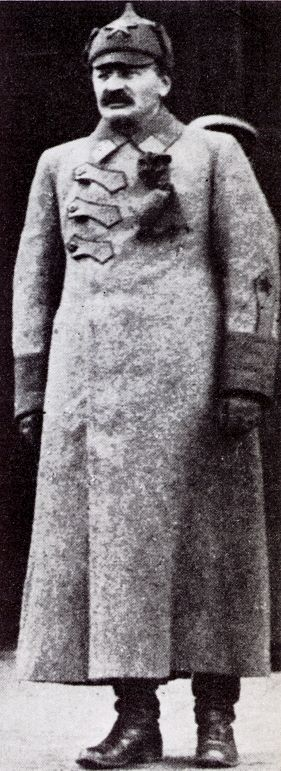
Leon Trótski em traje militar, usando também o chapéu Budiónovka, símbolo do Exército Vermelho (1918)

Em 6 de setembro de 1918, as milícias bolcheviques se consolidaram sob o comando supremo do Conselho Militar Revolucionário da República. O primeiro presidente foi Leon Trótski, e o primeiro comandante-em-chefe foi Jukums Vācietis dos Fuzileiros Letões; em julho de 1919 ele foi substituído por Sergey Kamenev. Logo depois, Trótski estabeleceu o GRU (inteligência militar) para fornecer inteligência política e militar aos comandantes do Exército Vermelho. Trótski fundou o Exército Vermelho com uma organização inicial da Guarda Vermelha e um núcleo de soldados da milícia da Guarda Vermelha e da polícia secreta Tcheka. O alistamento militar começou em junho de 1918, e a oposição a ele foi violentamente reprimida. Para controlar a soldadesca multiétnica e multicultural do Exército Vermelho, a Tcheka operou brigadas punitivas especiais que suprimiram anticomunistas, desertores e "inimigos do estado".
O Exército Vermelho usou regimentos especiais para minorias étnicas, como o Regimento de Cavalaria Dunganes comandado pelo Dunganes Magaza Masanchi. O Exército Vermelho também cooperou com unidades armadas de voluntários orientadas pelo Partido Bolchevique, as (unidades de tarefa especial) de 1919 a 1925.
O slogan "exortação, organização e represálias" expressa a disciplina e a motivação que ajudaram a garantir o sucesso tático e estratégico do Exército Vermelho. Em campanha, as Brigadas Punitivas Especiais da Tcheka, anexadas, conduziram cortes marciais sumárias de campo e execuções de desertores e preguiçosos. Sob o comissário Yan Karlovich Berzin, as Brigadas Punitivas Especiais tomaram reféns das aldeias de desertores para obrigar a sua rendição; um em cada dez dos que retornaram foi executado. A mesma tática também suprimiu rebeliões camponesas em áreas controladas pelo Exército Vermelho, a maior delas sendo a Revolta de Tambov. Os soviéticos reforçaram a lealdade de vários grupos políticos, étnicos e nacionais no Exército Vermelho por meio de comissários políticos vinculados aos níveis de brigada e regimento. Os comissários também tinham a tarefa de espionar os comandantes por incorreções políticas. Os comissários políticos cujos destacamentos chekistas recuaram ou se corromperam diante do inimigo ganharam a pena de morte. Em agosto de 1918, Trotsky autorizou o general Mikhail Tukhachevsky a colocar unidades de bloqueio atrás de unidades do Exército Vermelho politicamente não confiáveis, para atirar em qualquer um que recuasse sem permissão. Em 1942, durante a Segunda Guerra Mundial (1941–1945) Josef Stalin reintroduziu a política de bloqueio e os batalhões penais com a Ordem número 227.

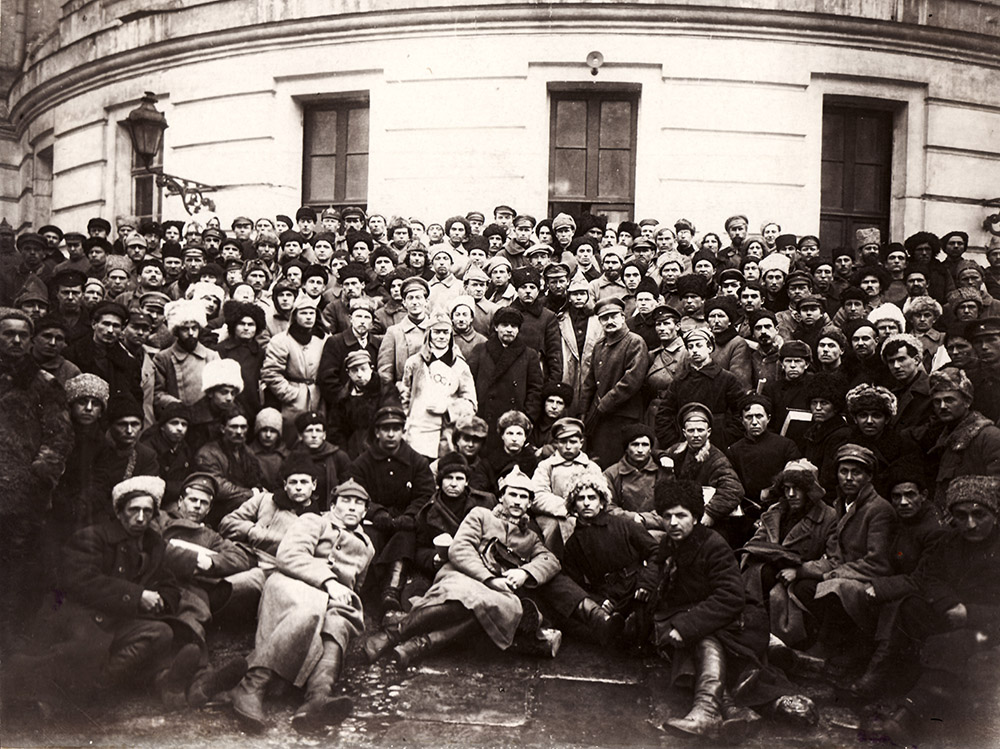
Vladimir Lenin, Kliment Voroshilov, Leon Trótski e soldados, Petrogrado, 1921

O Exército Vermelho controlado pela República Socialista Federativa Soviética da Rússia invadiu e anexou terras não russas ajudando a criar a União Soviética.

### Guerra Polaco-Soviética e prelúdio
A Ofensiva soviética para o oeste de 1918–1919 ocorreu ao mesmo tempo que o movimento soviético para as áreas abandonadas pelas guarnições de Ober Ost. Isso se fundiu na Guerra Polaco-Soviética de 1919–1921, na qual o Exército Vermelho atingiu o centro da Polônia em 1920, mas depois sofreu uma derrota, que pôs fim à guerra. Durante a Campanha Polonesa, o Exército Vermelho totalizou cerca de 6,5 milhões de homens, muitos dos quais o Exército teve dificuldade em apoiar, cerca de 581 000 nas duas frentes operacionais, oeste e sudoeste. Cerca de 2,5 milhões de homens e mulheres foram imobilizados no interior como parte dos exércitos de reserva.

### Reorganização
O XI Congresso do Partido Comunista Russo (Bolcheviques) (RCP (b)) adotou uma resolução sobre o fortalecimento do Exército Vermelho. Decidiu estabelecer condições militares, educacionais e econômicas estritamente organizadas no exército. No entanto, foi reconhecido que um exército de 1 600 000 seria um fardo. No final de 1922, após o Congresso, o Comitê Central do Partido decidiu reduzir o Exército Vermelho para 800 000. Essa redução exigiu a reorganização da estrutura do Exército Vermelho. A unidade militar suprema se tornou um corpo de duas ou três divisões. As divisões consistiam em três regimentos. Brigadas como unidades independentes foram abolidas. A formação do corpo de fuzileiros dos departamentos começou.

### Desenvolvimento doutrinário nas décadas de 1920 e 1930
Após quatro anos de guerra, a derrota do Exército Vermelho de Pyotr Nikolayevich Wrangel no sul em 1920 permitiu a fundação da União das Repúblicas Socialistas Soviéticas em dezembro de 1922. O historiador John Erickson vê em 1 de fevereiro de 1924, quando Mikhail Frunze se tornou chefe do Estado-Maior do Exército Vermelho, como marcando a ascensão do Estado-Maior, que passou a dominar o planejamento e as operações militares soviéticos. Em 1 de outubro de 1924, a força do Exército Vermelho havia diminuído para 530 000. A lista das divisões da União Soviética de 1917 a 1945 detalha as formações do Exército Vermelho naquela época.
No final da década de 1920 e ao longo da década de 1930, os teóricos militares soviéticos, liderados pelo marechal Mikhail Tukhachevsky, desenvolveram a doutrina de operações profundas, uma consequência direta de suas experiências na Guerra Polaco-Soviética e na Guerra Civil Russa. Para alcançar a vitória, as operações profundas preveem manobras simultâneas de unidades do tamanho de corpos e exércitos de ataques paralelos simultâneos em todas as profundezas das forças terrestres inimigas, induzindo a falha defensiva catastrófica. A doutrina da batalha profunda depende dos avanços da aviação e da blindagem com a expectativa de que a guerra de manobra ofereça uma vitória rápida, eficiente e decisiva. O marechal Tukhachevsky disse que a guerra aérea deve ser "empregada contra alvos além do alcance da infantaria, artilharia e outras armas. Para obter o máximo efeito tático, os aviões devem ser empregados em massa, concentrados no tempo e no espaço, contra alvos da mais alta importância tática".

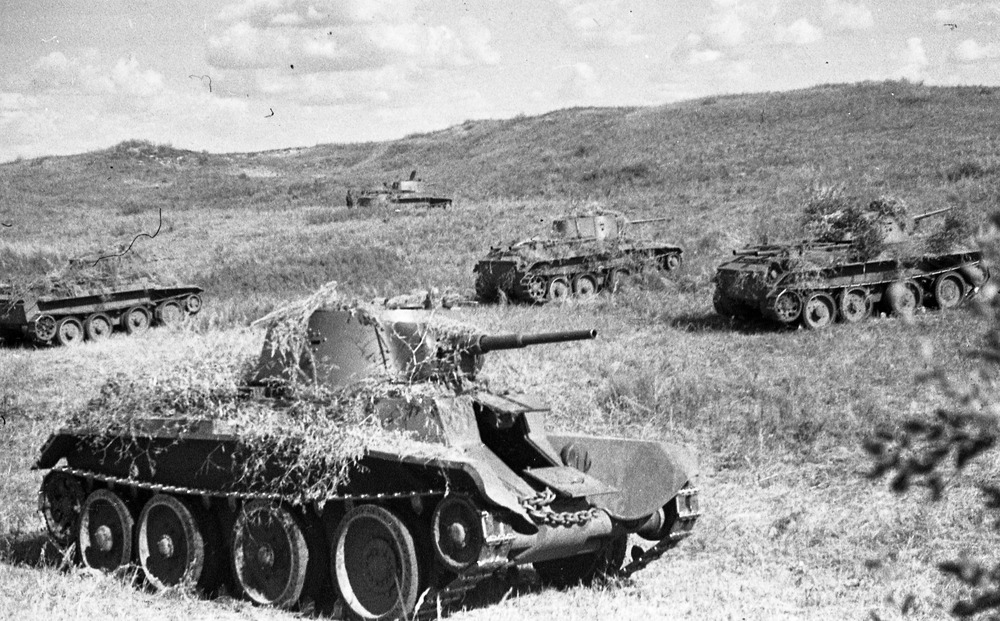
Tanques soviéticos durante as Batalhas de Khalkhin Gol, agosto de 1939

As operações de profundidade do Exército Vermelho encontraram sua primeira expressão formal nos Regulamentos de Campo de 1929 e foram codificados nos Regulamentos de Campo Provisórios de 1936 (PU–36). O Grande Expurgo de 1937–1939 e o Expurgo de 1940–1942 removeram muitos oficiais importantes do Exército Vermelho, incluindo o próprio Tukhachevsky e muitos de seus seguidores, e a doutrina foi abandonada. Assim, na Batalha do Lago Khasan em 1938 e nas Batalhas de Khalkhin Gol em 1939 (grandes confrontos de fronteira com o Exército Imperial Japonês), a doutrina não foi usada. Somente na Segunda Guerra Mundial as operações profundas entraram em jogo.

### Conflitos Sino-Soviéticos
O Exército Vermelho esteve envolvido em conflitos armados na República da China durante o Conflito Sino-Soviético (1929), a Invasão Soviética de Xinjiang (1934), quando foi auxiliado pelas forças Russas Brancas, e a rebelião islâmica em Xinjiang (1937). O Exército Vermelho atingiu seus objetivos; manteve o controle efetivo sobre a Ferrovia Oriental da Manchúria e instalou com sucesso um regime pró-soviético em Xinjiang.

### Guerra de Inverno com a Finlândia

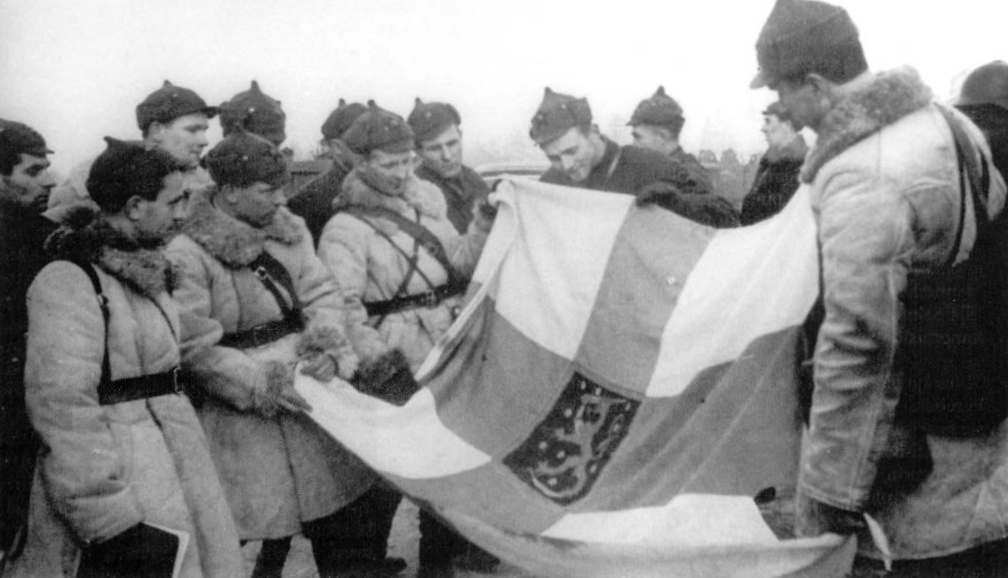
Soldados do Exército Vermelho exibem uma bandeira finlandesa capturada, em março de 1940.

A Guerra de Inverno, foi uma guerra entre a União Soviética e a Finlândia. Tudo começou com uma ofensiva soviética em 30 de novembro de 1939, três meses após o início da Segunda Guerra Mundial e a invasão soviética da Polônia, e terminou em 13 de março de 1940 com o Tratado de Paz de Moscou. A Liga das Nações considerou o ataque ilegal e expulsou a União Soviética em 14 de dezembro de 1939.
As forças soviéticas lideradas por Semion Timoshenko tinham três vezes mais soldados que os finlandeses, trinta vezes mais aviões e cem vezes mais tanques. O Exército Vermelho, no entanto, foi prejudicado pelo Grande Expurgo do líder soviético Josef Stalin de 1937, reduzindo o moral e a eficiência do exército pouco antes do início da luta. Com mais de 30 000 de seus oficiais do exército executados ou presos, a maioria dos quais eram dos mais altos escalões, o Exército Vermelho em 1939 tinha muitos oficiais superiores inexperientes.:56 Por causa desses fatores e do alto comprometimento e moral das forças finlandesas, a Finlândia foi capaz de resistir à invasão soviética por muito mais tempo do que os soviéticos esperavam. As forças finlandesas infligiram perdas impressionantes ao Exército Vermelho nos primeiros três meses da guerra, enquanto sofriam muito poucas perdas.:79–80
As hostilidades cessaram em março de 1940 com a assinatura do Tratado de Paz de Moscou. A Finlândia cedeu 11% de seu território antes da guerra e 30% de seus ativos econômicos para a União Soviética.:18 As perdas soviéticas no front foram pesadas e a reputação internacional do país sofreu.:272–273 As forças soviéticas não cumpriram seu objetivo de conquista total da Finlândia, mas conquistaram um território significativo ao longo do Lago Ladoga, Petsamo e Salla. Os finlandeses mantiveram sua soberania e melhoraram sua reputação internacional, o que elevou seu moral na Guerra da Continuação.

### Segunda Guerra Mundial ("A Grande Guerra Patriótica")

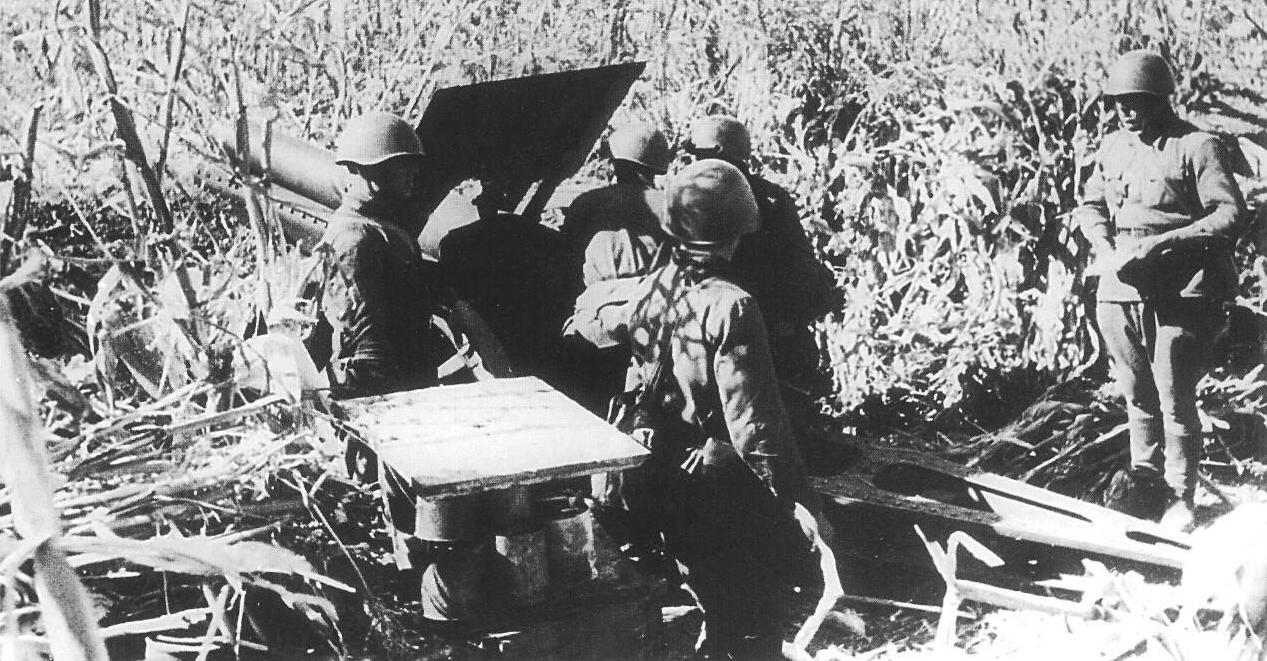
Artilharia soviética em ação durante o Cerco de Odessa, julho de 1941

De acordo com o Pacto Molotov-Ribbentrop Soviético–Nazista de 23 de agosto de 1939, o Exército Vermelho invadiu a Polônia em 17 de setembro de 1939, após a invasão nazista em 1 de setembro de 1939. Em 30 de novembro, o Exército Vermelho também atacou a Finlândia, na Guerra de Inverno de 1939–1940. No outono de 1940, depois de conquistar sua parte da Polônia, a Alemanha Nazista compartilhou uma extensa fronteira com a União Soviética, com a qual permaneceu neutro por seu pacto de não-agressão e acordos comerciais. Outra consequência do Pacto Molotov-Ribbentrop foi a Ocupação soviética da Bessarábia e Bucovina do Norte, realizada pela Frente Sul em junho-julho de 1940 e a Ocupação soviética dos Países Bálticos (1940). Essas conquistas também aumentaram a fronteira que a União Soviética compartilhava com as áreas controladas pelos nazistas. Para Adolf Hitler, a circunstância não era um dilema, porque a política Drang nach Osten ("Impulso rumo ao Leste") secretamente permaneceu em vigor, culminando em 18 de dezembro de 1940 com a Directive No. 21, Operação Barbarossa, aprovada em 3 de fevereiro 1941, e previsto para meados de maio de 1941.

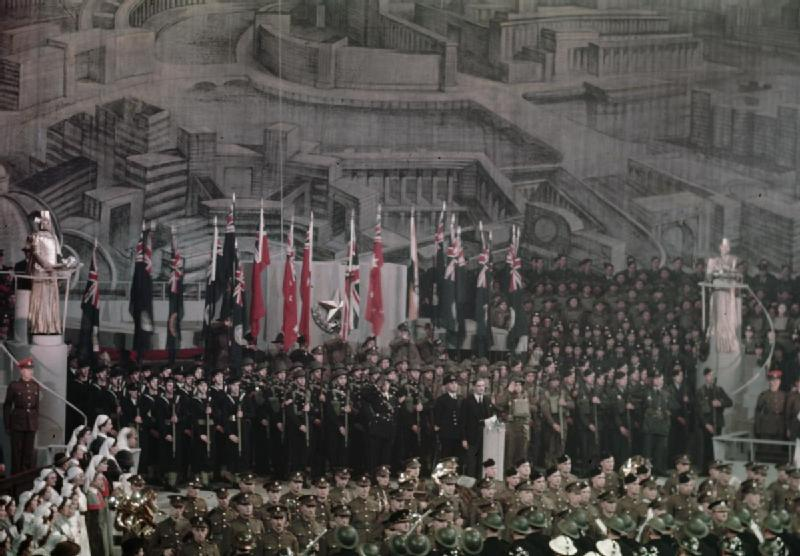
Saudação ao Exército Vermelho no Royal Albert Hall, Londres, em fevereiro de 1943

Quando a Alemanha invadiu a União Soviética em junho de 1941, na Operação Barbarossa, as forças terrestres do Exército Vermelho tinham 303 divisões e 22 brigadas separadas (5,5 milhões de soldados), incluindo 166 divisões e brigadas (2,6 milhões) guarnecidas nos distritos militares ocidentais. As forças do Eixo implantadas na Frente Oriental consistiam em 181 divisões e 18 brigadas (3 milhões de soldados). Três frentes, a Noroeste, Ocidental e Sudoeste conduziram a defesa das fronteiras ocidentais da União Soviética. Nas primeiras semanas da Grande Guerra Patriótica, a Wehrmacht derrotou muitas unidades do Exército Vermelho. O Exército Vermelho perdeu milhões de homens como prisioneiros e perdeu muito de seu material pré-guerra. Josef Stalin aumentou a mobilização e, em 1 de agosto de 1941, apesar das 46 divisões perdidas em combate, a força do Exército Vermelho era de 401 divisões.
As forças soviéticas estavam aparentemente despreparadas, apesar dos vários avisos de várias fontes. Eles sofreram muitos danos no campo por causa de oficiais medíocres, mobilização parcial e uma reorganização incompleta. A rápida expansão das forças pré-guerra e a superpromoção de oficiais inexperientes (devido ao expurgo de oficiais experientes) favoreceram a Wehrmacht no combate. A superioridade numérica do Eixo tornava a força divisional dos combatentes aproximadamente igual. Uma geração de comandantes soviéticos (notadamente Gueorgui Júkov) aprendeu com as derrotas, e as vitórias soviéticas na Batalha de Moscou, Stalingrado, Kursk e mais tarde na Operação Bagration provaram ser decisivas.

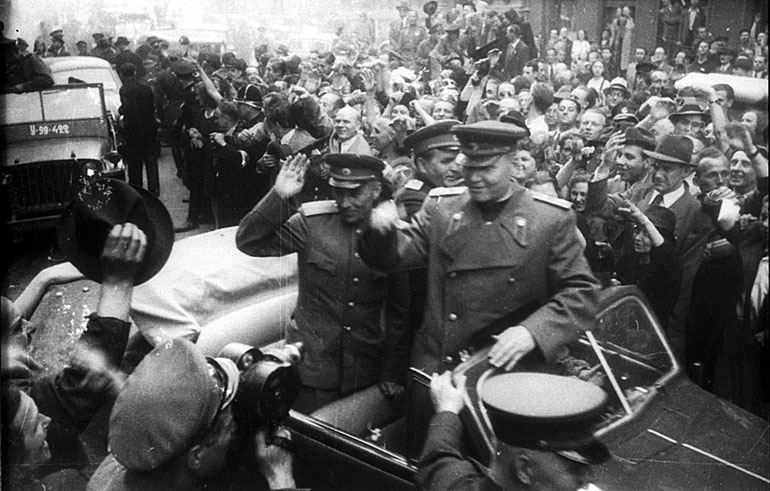
Ivan Konev na Libertação de Praga pelo Exército Vermelho em maio de 1945

Em 1941, o governo soviético aumentou o esprit de corps do Exército Vermelho ensanguentado com propaganda enfatizando a defesa da pátria e da nação, empregando exemplos históricos da coragem e bravura russas contra os agressores estrangeiros. A Grande Guerra Patriótica anti-nazista foi combinada com a Guerra Patriótica de 1812 contra Napoleão Bonaparte, e heróis militares históricos russos, como Alexander Nevski e Mikhail Kutuzov, apareceram. A repressão da Igreja Ortodoxa Russa cessou temporariamente e os padres reviveram a tradição de abençoar as armas antes da batalha.
Para encorajar a iniciativa dos comandantes do Exército Vermelho, o Partido Comunista da União Soviética aboliu temporariamente os comissários políticos, reintroduziu as patentes e condecorações militares formais e introduziu o conceito de unidade de Guardas. Unidades excepcionalmente heroicas ou de alto desempenho receberam o título de Guardas (por exemplo, 1.º Corpo de Fuzileiros Especiais de Guarda, 6.º Exército Blindado de Guarda), uma designação de elite denotando treinamento, material e pagamento superiores. A punição também foi usada; preguiçosos, fingidos, aqueles que evitam o combate com ferimentos autoinfligidos, covardes, ladrões e desertores foram disciplinados com espancamentos, rebaixamentos, deveres indesejáveis/perigosos e execução sumária por destacamentos punitivos da NKVD.

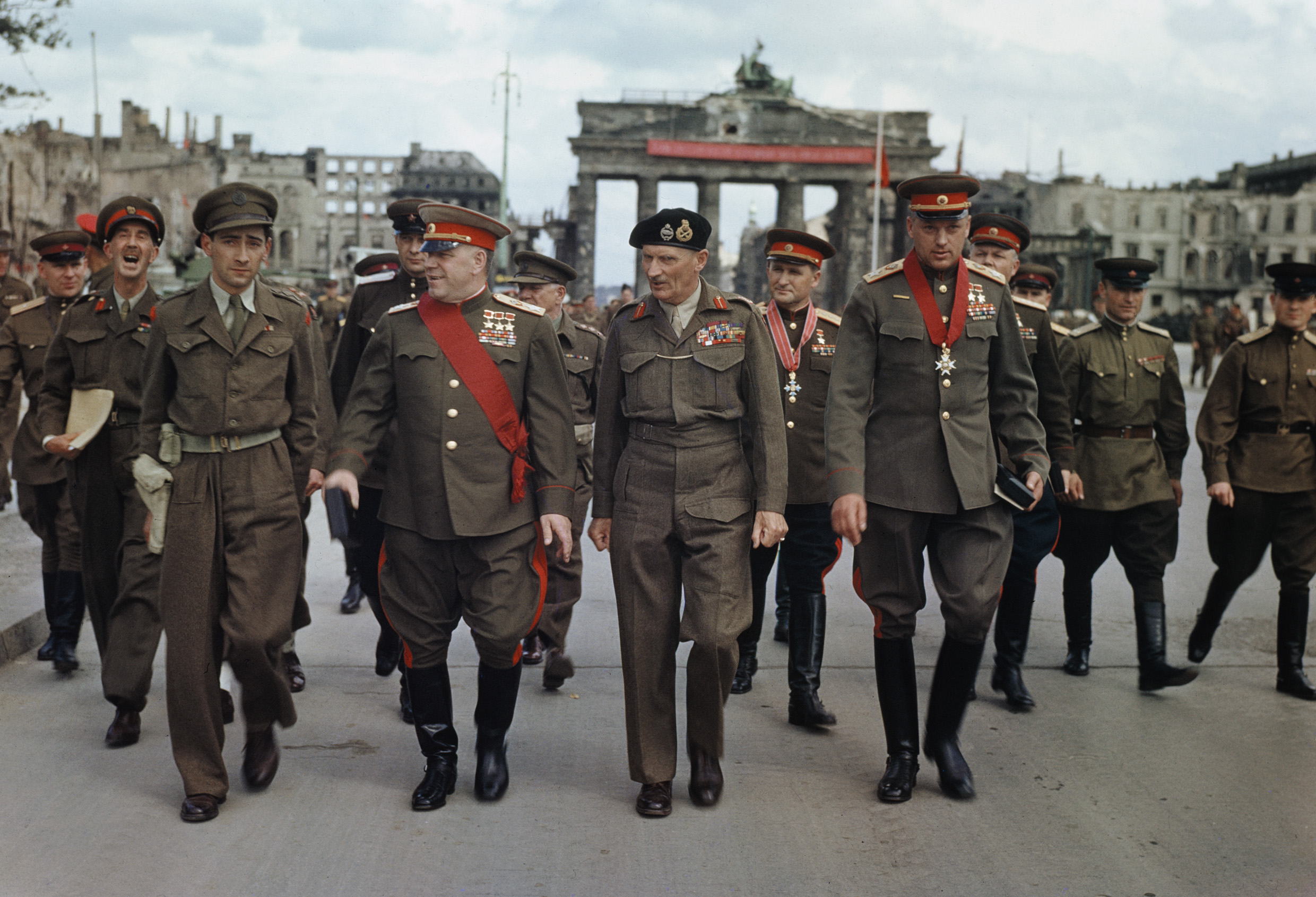
Marechais Gueorgui Júkov e Konstantin Rokossovsky com o general Vasily Sokolovsky deixam o Portão de Brandemburgo após serem condecorados por Bernard Montgomery

Ao mesmo tempo, o osobista (oficiais da contra-inteligência militar do NKVD) se tornou uma figura chave do Exército Vermelho com o poder de condenar à morte e poupar a vida de qualquer soldado e (quase qualquer) oficial da unidade à qual ele estava vinculado. Em 1942, Stalin estabeleceu os batalhões penais compostos por prisioneiros do Gulag, prisioneiros de guerra soviéticos, soldados desgraçados e desertores, para tarefas perigosas na linha de frente como atropeladores limpando campos minados nazistas etc. Dados os perigos, a pena máxima era de três meses. Da mesma forma, o tratamento soviético ao pessoal do Exército Vermelho capturado pela Wehrmacht foi especialmente severo. Por uma diretriz de Stalin de 1941, os oficiais e soldados do Exército Vermelho deveriam "lutar até o fim" em vez de se render; Stalin afirmou: "Não há prisioneiros de guerra soviéticos, apenas traidores. Durante e após a Segunda Guerra Mundial, os prisioneiros de guerra libertados foram para "campos de filtragem" especiais. Destes, em 1944, mais de 90% foram inocentados e cerca de 8% foram presos ou condenados a servir em batalhões penais. Em 1944, eles foram enviados diretamente para as formações militares de reserva para serem liberados pelo NKVD. Além disso, em 1945, cerca de 100 campos de filtragem foram criados para prisioneiros de guerra repatriados e outras pessoas deslocadas, que processaram mais de 4 000 000 de pessoas. Em 1946, 80% dos civis e 20% dos prisioneiros de guerra foram libertados, 5% dos civis e 43% dos prisioneiros de guerra foram redigidos, 10% dos civis e 22% dos prisioneiros de guerra foram enviados para batalhões de trabalho e 2% dos civis e 15% dos prisioneiros de guerra (226 127 de um total de 1 539 475) foram transferidos para o Gulag.

Estandarte da Vitória do Exército Vermelho, erguida acima do Reichstag alemão em maio de 1945

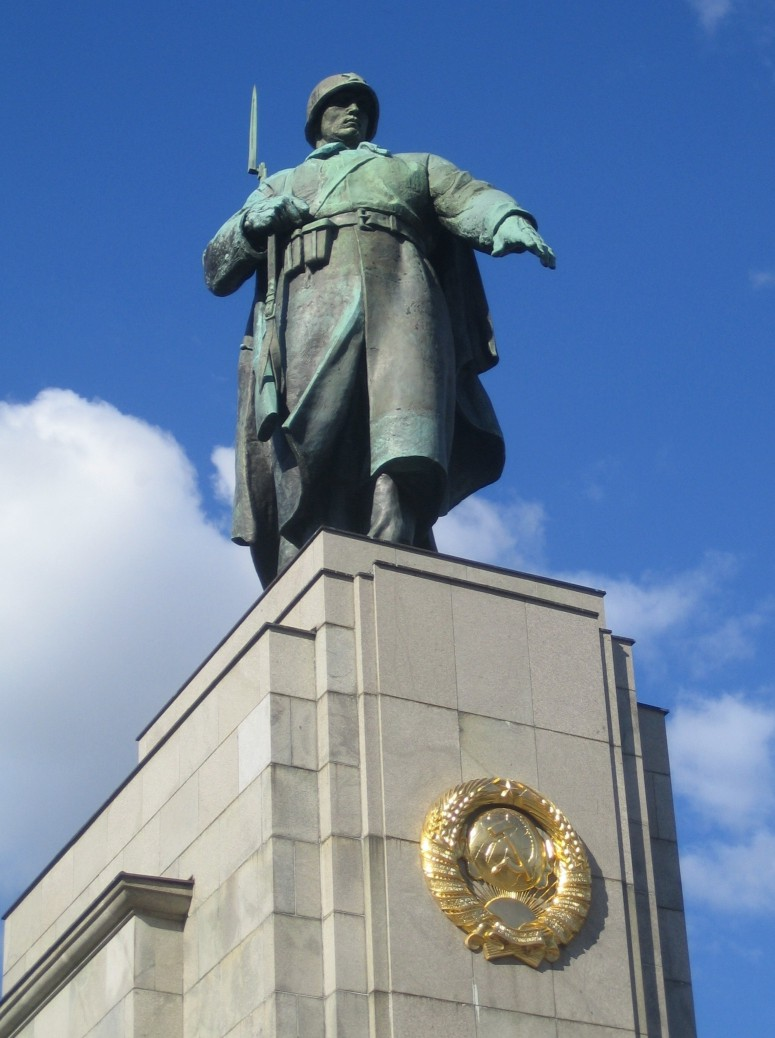
Monumento ao Exército Vermelho, leste de Berlim

Durante a Grande Guerra Patriótica, o Exército Vermelho recrutou 29 574 900 homens, além dos 4 826 907 em serviço no início da guerra. Desse total de 34 401 807, perdeu 6 329 600 mortos em combate, 555 400 mortes por doença e 4 559 000 desaparecidos em combate (maioria capturada). Destes 11 444 000, no entanto, 939 700 voltaram para o território soviético posteriormente libertado, e outros 1 836 000 retornaram do cativeiro alemão. Assim, o total geral de perdas foi de 8 668 400. Este é o total oficial de mortos, mas outras estimativas dão o número total de mortos a quase 11 milhões de homens, incluindo 7,7 milhões mortos ou desaparecidos em ação e 2,6 milhões de prisioneiros de guerra mortos (de um total de 5,2 milhões de prisioneiros de guerra), mais 400 000 paramilitares e perdas de Partisans Soviéticos. A maioria das perdas, excluindo prisioneiros de guerra, foram de russos étnicos (5 756 000), seguidos de ucranianos étnicos (1 377 400). No entanto, cerca de 8 milhões dos 34 milhões mobilizados eram soldados da minoria não-eslava e cerca de 45 divisões formadas por minorias nacionais serviram de 1941 a 1943.
As perdas alemãs na Frente Oriental consistiram em cerca de 3 604 800 mortos e desaparecidos em combate dentro das fronteiras de 1937 mais 900 000 alemães e austríacos étnicos fora da fronteira de 1937 (incluídos nestes números estão os homens listados como desaparecidos em ação ou desaparecidos após a guerra) e 3 576 300 homens capturados relatados (total 8 081 100); as perdas dos estados satélites alemães na Frente Oriental foram de aproximadamente 668 163 mortos e desaparecidos em combate e 799 982 capturados (total 1 468 145). Destes 9 549 245, os soviéticos libertaram 3 572 600 do cativeiro após a guerra, portanto, o total geral das perdas do Eixo foi estimado em 5 976 645. Em relação aos prisioneiros de guerra, ambos os lados capturaram um grande número e muitos morreram em cativeiro, uma cifra britânica recente diz que 3,6 de 6 milhões de prisioneiros de guerra soviéticos morreram em campos alemães, enquanto 300 000 dos 3 milhões de prisioneiros de guerra alemães morreram em mãos soviéticas.

#### Deficiências
Em 1941, o rápido progresso dos ataques aéreos e terrestres iniciais da Alemanha Nazista contra a União Soviética dificultou o apoio logístico do Exército Vermelho porque muitos depósitos (e a maior parte da base de manufatura industrial da União Soviética) ficavam nas áreas ocidentais invadidas do país, obrigando seu restabelecimento no leste dos montes Urais. Até então, o Exército Vermelho muitas vezes precisava improvisar ou ficar sem armas, veículos e outros equipamentos. A decisão de 1941 de mover fisicamente sua capacidade de manufatura para o leste dos montes Urais manteve o principal sistema de apoio soviético fora do alcance alemão. Nos estágios finais da guerra, o Exército Vermelho distribuiu algumas armas excelentes, especialmente artilharia e tanques. Os tanques pesados KV-1 e T-34 médios do Exército Vermelho superaram a maioria dos blindados da Wehrmacht, mas em 1941 a maioria das unidades de tanques soviéticos usava modelos mais antigos e inferiores.

## Administração
A administração militar após a Revolução de Outubro foi assumida pelo Comissariado do Povo para a Guerra e Assuntos Marítimos, chefiado por um comitê coletivo de Vladimir Antonov-Ovseyenko, Pavel Dybenko e Nikolai Krylenko. Ao mesmo tempo, Nikolay Dukhonin atuava como Comandante-em-Chefe Supremo depois que Alexander Kerensky fugiu da Rússia. Em 12 de novembro de 1917, o governo soviético nomeou Krylenko como Comandante-em-Chefe Supremo e, devido a um "acidente" durante o deslocamento forçado do comandante-em-chefe, Dukhonin foi morto em 20 de novembro de 1917. Nikolai Podvoisky foi nomeado o Narkom dos Assuntos de Guerra, deixando Dybenko no comando do Narkom dos Assuntos da Marinha e Ovseyenko, as forças expedicionárias ao sul da Rússia em 28 de novembro de 1917. Os bolcheviques também enviaram seus próprios representantes para substituir os comandantes do Exército Imperial Russo.
Após a assinatura do Tratado de Brest-Litovski em 3 de março de 1918, uma grande remodelação ocorreu na administração militar soviética. Em 13 de março de 1918, o governo soviético aceitou a renúncia oficial de Krylenko e o posto de Comandante-em-Chefe Supremo foi liquidado. Em 14 de março de 1918, Leon Trótski substituiu Podvoisky como o Narkom dos Assuntos de Guerra. Em 16 de março de 1918, Pavel Dybenko foi destituído do cargo de Narkom dos Assuntos da Marinha. Em 8 de maio de 1918, o Quartel-General da Rússia foi criado, chefiado por Nikolai Stogov e mais tarde Alexander Svechin.
Em 2 de setembro de 1918, o Conselho Militar Revolucionário foi estabelecido como a principal administração militar sob Trótski o Narkom dos Assuntos de Guerra. Em 6 de setembro de 1918, ao lado da sede principal, foi criada a Sede de Campo do Conselho Militar Revolucionário, inicialmente chefiada por Nikolai Rattel. No mesmo dia, o cargo de Comandante-em-Chefe das Forças Armadas foi criado, e inicialmente atribuído a Jukums Vācietis (e a partir de julho de 1919 a Sergey Kamenev). O Comandante em Chefe das Forças Armadas existiu até abril de 1924, o fim da Guerra Civil Russa.
Em novembro de 1923, após o estabelecimento da União Soviética, o Narkom Russo de Assuntos de Guerra foi transformado no Narkom Soviético de Assuntos de Guerra e Marinha.

## Organização

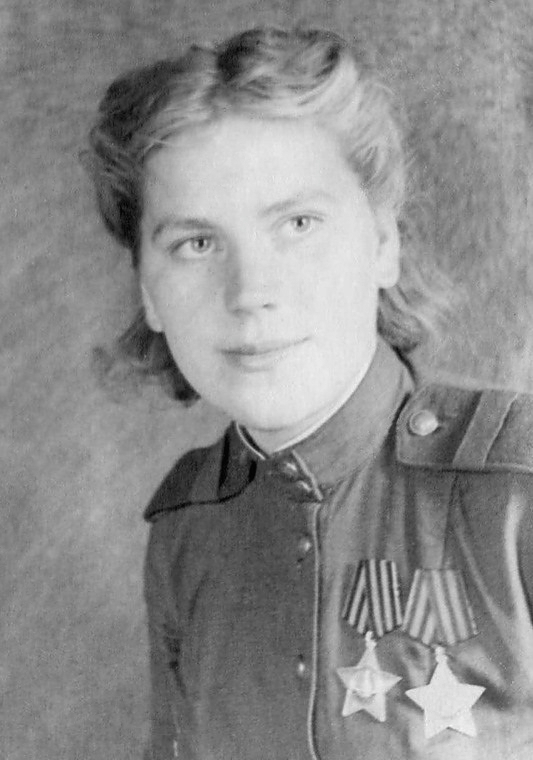
Roza Shanina era graduada pela Escola Central de Treinamento para Atiradoras, com 59 mortes confirmadas

No início de sua existência, o Exército Vermelho funcionava como uma formação voluntária, sem patentes ou insígnias. As eleições democráticas selecionaram os oficiais. No entanto, um decreto de 29 de maio de 1918 impôs o serviço militar obrigatório para homens de 18 a 40 anos. Para atender ao recrutamento massivo, os bolcheviques formaram comissariados militares regionais (voyennyy komissariat, abrev. Voyenkomat), que em 2006 ainda existiam na Rússia nesta função e sob este nome. Os comissariados militares, entretanto, não devem ser confundidos com a instituição dos comissários políticos militares.
Em meados da década de 1920, foi introduzido o princípio territorial de tripulação do Exército Vermelho. Em cada região, os homens aptos eram convocados para um período limitado de serviço ativo em unidades territoriais, que constituíam cerca de metade do efetivo do exército, a cada ano, durante cinco anos. O período da primeira convocação foi de três meses, passando um mês por ano. Um quadro regular forneceu um núcleo estável. Em 1925, esse sistema fornecia 46 das 77 divisões de infantaria e uma das onze divisões de cavalaria. O restante consistia em oficiais regulares e recrutas que cumpriam mandatos de dois anos. O sistema territorial foi finalmente abolido, com todas as formações restantes convertidas nas outras divisões de quadros, em 1937-1938.

### Mecanização
Os militares soviéticos receberam amplo financiamento e foram inovadores em sua tecnologia. Um jornalista americano escreveu em 1941:
Mesmo em termos americanos, o orçamento de defesa soviético era grande. Em 1940, era o equivalente a US$ 11 000 000 000 e representava um terço das despesas nacionais. Compare isso com o fato de que os Estados Unidos infinitamente mais rico se aproximarão do gasto dessa quantia anual apenas em 1942, após dois anos de nosso maior esforço de defesa.

A maior parte do dinheiro gasto no Exército Vermelho e na Força Aérea foi para máquinas de guerra. 23 anos atrás, quando a Revolução Bolchevique aconteceu, havia poucas máquinas na Rússia. Marx disse que o comunismo deve vir em uma sociedade altamente industrializada. Os bolcheviques identificaram seus sonhos de felicidade socialista com máquinas que multiplicariam a produção e reduziriam as horas de trabalho até que todos tivessem tudo o que precisava e trabalhassem apenas o quanto quisessem. De alguma forma, isso não aconteceu, mas os russos ainda adoram as máquinas, e isso ajudou a tornar o Exército Vermelho o mais mecanizado do mundo, exceto talvez agora o Exército Alemão.

Como os americanos, os russos admiram tamanho, grandeza, grandes números. Eles se orgulhavam de construir um vasto exército de tanques, alguns deles os maiores do mundo, carros blindados, aviões, canhões motorizados e toda variedade de armas mecânicas.
Durante a campanha de Josef Stalin pela mecanização, o exército formou sua primeira unidade mecanizada em 1930. A 1.ª Brigada Mecanizada consistia em um regimento de tanques, um regimento de infantaria motorizado, bem como batalhões de reconhecimento e artilharia. A partir desse começo humilde, os soviéticos criariam as primeiras formações blindadas de nível operacional da história, o 11.º e o 45.º Corpos Mecanizados, em 1932. Eram formações com tanques pesados, com forças de apoio ao combate incluídas para que pudessem sobreviver enquanto operavam nas áreas de retaguarda inimigas sem o apoio de uma frente principal.
Impressionado com a campanha alemã de 1940 contra a França, o Comissariado do Povo Soviético (Ministério da Defesa, abreviatura russa NKO) ordenou a criação de nove corpos mecanizados em 6 de julho de 1940. Entre fevereiro e março de 1941, o NKO ordenou a criação de mais vinte. Todas essas formações eram maiores do que as teorizadas por Mikhail Tukhachevsky. Embora os 29 Corpos Mecanizados do Exército Vermelho tivessem uma força total de nada menos que 29 899 tanques em 1941, eles provaram ser um tigre de papel. Na verdade, havia apenas 17 000 tanques disponíveis na época, o que significa que vários dos novos corpos mecanizados estavam muito mal. A pressão exercida sobre as fábricas e planejadores militares para mostrar os números de produção também levou a uma situação em que a maioria dos veículos blindados eram modelos obsoletos, com falta crítica de peças sobressalentes e equipamentos de suporte, e quase três quartos estavam atrasados para grandes manutenções. Em 22 de junho de 1941, havia apenas 1 475 dos modernos tanques das séries T-34 e KV-1 disponíveis para o Exército Vermelho, e estes estavam muito dispersos ao longo da frente para fornecer massa suficiente até mesmo para o sucesso local. Para ilustrar isso, o 3.º Corpo Mecanizado na Lituânia era formado por um total de 460 tanques; 109 deles eram KV-1 e T-34 mais novos. Este corpo provaria ser um dos poucos sortudos com um número substancial de tanques mais novos. No entanto, o 4.º Exército era composto de 520 tanques, todos os obsoletos T-26, em oposição à força total de 1 031 tanques médios mais novos. Esse problema era universal em todo o Exército Vermelho e teria um papel crucial nas derrotas iniciais do Exército Vermelho em 1941 nas mãos das forças armadas alemãs.

### Tempo de guerra

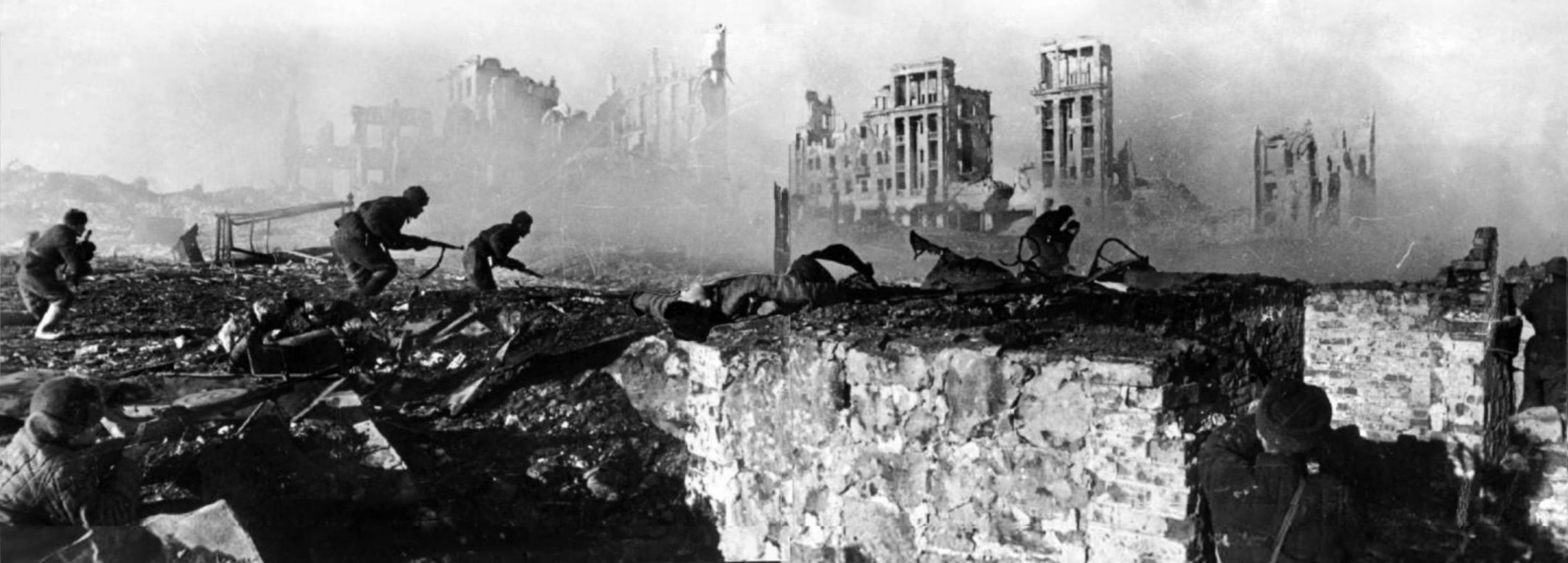
A Batalha de Stalingrado é considerada por muitos historiadores como um ponto de virada decisivo da Segunda Guerra Mundial

A experiência da guerra levou a mudanças na forma como as forças da linha de frente eram organizadas. Depois de seis meses de combate contra os alemães, o Stavka aboliu o corpo de fuzileiros que era intermediário entre o exército e o nível de divisão porque, embora útil em teoria, no estado do Exército Vermelho em 1941, eles se mostraram ineficazes na prática. Após a vitória decisiva na Batalha de Moscou em janeiro de 1942, o alto comando começou a reintroduzir o corpo de fuzileiros em suas formações mais experientes. O número total de corpos de fuzileiros começou em 62 em 22 de junho de 1941, caiu para seis em 1 de janeiro de 1942, mas aumentou para 34 em fevereiro de 1943 e 161 no dia de Ano Novo de 1944. As forças reais das divisões de fuzileiros da linha de frente, autorizadas a conter 11 000 homens em julho de 1941, eram em sua maioria não mais do que 50% das forças do estabelecimento durante 1941, e as divisões eram frequentemente desgastadas, devido às operações contínuas, a centenas de homens ou até menos. Com a eclosão da guerra, o Exército Vermelho implantou corpos mecanizados e divisões de tanques cujo desenvolvimento foi descrito acima. O ataque alemão inicial destruiu muitos e, no decorrer de 1941, praticamente todos eles (exceto dois no Distrito Militar Transbaikal). Os remanescentes foram dissolvidos. Era muito mais fácil coordenar forças menores, e brigadas de tanques e batalhões separados foram substituídos. Era final de 1942 e início de 1943 antes que formações de tanques maiores do tamanho de corpos fossem colocadas em campo para empregar blindados em massa novamente. Em meados de 1943, esses corpos estavam sendo agrupados em exércitos de tanques, cuja força ao final da guerra poderia chegar a 700 tanques e 50 000 homens.
A partir da derrota alemã em Stalingrado, os soviéticos passaram a ser tratados pela propaganda alemã por meio de termos como “inundação” e “forças superiores”. Sutilmente, os propagandistas de revistas como a Die Wehrmacht passaram a reconhecer algum valor nas tropas soviéticas. No entanto, na concepção do Exército Vermelho enquanto “forças superiores”, escondia-se renovada crítica ao comunismo soviético. Assim, na concepção nazista alemã, os homens que lutavam pela União Soviética agiam não como indivíduos, mas como uma “massa” ou “inundação” de marionetes e seres robotizados, os quais não passavam de meras ferramentas a serviço de Stalin.

## Pessoal
As autoridades bolcheviques designaram para cada unidade do Exército Vermelho um comissário político, ou politruk, que tinha autoridade para anular as decisões dos comandantes das unidades se elas fossem contra os princípios do Partido Comunista da União Soviética. Embora isso às vezes resultasse em comando ineficiente, de acordo com a maioria dos historiadores, a liderança do Partido considerava o controle político sobre os militares era absolutamente necessário, pois o exército dependia cada vez mais de oficiais do período imperial pré-revolucionário e, compreensivelmente, temiam um golpe militar. Esse sistema foi abolido em 1925, pois naquela época já havia oficiais comunistas treinados em número suficiente para tornar desnecessária a contra-assinatura.

A bandeira não oficial do Exército Vermelho, já que as forças terrestres soviéticas nunca tiveram uma bandeira oficial

### Patentes e títulos
O antigo Exército Vermelho abandonou a instituição de um corpo de oficiais profissionais como uma "herança do czarismo" no decorrer da Revolução de Outubro. Em particular, os bolcheviques condenaram o uso da palavra oficial e usaram a palavra comandante em seu lugar. O Exército Vermelho abandonou dragonas e patentes, usando títulos puramente funcionais, como "Comandante da Divisão", "Comandante do Corpo" e títulos semelhantes. As insígnias para esses títulos funcionais existiam, consistindo em triângulos, quadrados e losangos (os chamados "diamantes").
Em 1924 (2 de outubro), foram introduzidas as categorias "pessoal" ou "serviço", de K1 (líder de seção, líder de esquadrão assistente, atirador sênior, etc.) a K14 (comandante de campo, comandante do exército, comandante do distrito militar, comissário do exército e equivalente). A insígnia da categoria de serviço consistia novamente em triângulos, quadrados e losangos, mas também retângulos (1 – 3, para as categorias de K7 a K9).
Em 22 de setembro de 1935, o Exército Vermelho abandonou as categorias de serviço e introduziu as patentes pessoais. Essas patentes, no entanto, usavam uma combinação única de títulos funcionais e patentes tradicionais. Por exemplo, as patentes incluíam "Tenente" e "Komdiv" (Комдив, Comandante da Divisão). Outras complicações decorreram das patentes funcionais e categóricas para oficiais políticos (por exemplo, "comissário de brigada", "comissário do exército de 2.ª fila"), para corpos técnicos (por exemplo, "engenheiro de 3.ª fila", "engenheiro de divisão") e para administrativos, médicos e outros ramos não-combatentes.
O posto de Marechal da União Soviética (Маршал Советского Союза) foi introduzido em 22 de setembro de 1935. Em 7 de maio de 1940, outras modificações para racionalizar o sistema de patentes foram feitas sob a proposta do marechal Kliment Vorochilov: as patentes de "General" e "Almirante" substituíram as patentes funcionais superiores de Kombrig, Komdiv, Komkor, Komandarm no Exército Vermelho e a 1.ª patente de guarda de trânsito, etc. na Marinha Vermelha; as outras categorias funcionais seniores ("comissário de divisão", "engenheiro de divisão" etc.) não foram afetadas. As distinções de arma ou serviço permaneceram (por exemplo, general de cavalaria, marechal de tropas blindadas). Em sua maior parte, o novo sistema restaurou aquele usado pelo Exército Imperial Russo na conclusão de sua participação na Primeira Guerra Mundial.
No início de 1943, uma unificação do sistema viu a abolição de todas as categorias funcionais restantes. A palavra "oficial" passou a ser oficialmente endossada, juntamente com o uso de dragonas, que substituiu a insígnia de patente anterior. As patentes e insígnias de 1943 não mudaram muito até os últimos dias da União Soviética; o Exército Russo contemporâneo usa basicamente o mesmo sistema.

### Educação militar
Durante a Guerra Civil Russa, os comandantes foram treinados na Academia do Estado-Maior Nicholas do Império Russo, que se tornou a Academia Militar M. V. Frunze na década de 1920. Os comandantes superiores e supremos foram treinados nos Cursos Acadêmicos Militares Superiores, rebatizados de Cursos Avançados para o Comando Supremo em 1925. O estabelecimento em 1931 de um Corpo Docente de Operações na Academia Militar M. V. Frunze complementou esses cursos. A Academia do Estado-Maior foi reinstaurada em 2 de abril de 1936 e se tornou a principal escola militar para os comandantes superiores e supremos do Exército Vermelho.

### Expurgos

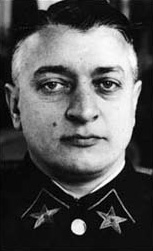
Marechal do Exército Vermelho Mikhail Tukhachevsky, que foi executado durante o Grande Expurgo em junho de 1937

O final da década de 1930 viu expurgos da liderança do Exército Vermelho que ocorreram simultaneamente com o Grande Expurgo por ordem de Josef Stalin. Em 1936 e 1937, por ordem de Stalin, milhares de oficiais superiores do Exército Vermelho foram demitidos de seus comandos. Os expurgos tinham o objetivo de limpar o Exército Vermelho dos "elementos politicamente não confiáveis", principalmente entre oficiais de alta patente. Isso, inevitavelmente, forneceu um pretexto conveniente para resolver vinganças pessoais ou eliminar a concorrência de oficiais que buscavam o mesmo comando. Muitos comandantes do exército, corpo e divisão foram demitidos: a maioria foi presa ou enviada para campos de trabalho; outros foram executados. Entre as vítimas estava o principal teórico militar do Exército Vermelho, o marechal Mikhail Tukhachevsky, considerado por Stalin como um rival político em potencial. Os oficiais que permaneceram logo descobriram que todas as suas decisões eram examinadas de perto por oficiais políticos, mesmo em questões mundanas como manutenção de registros e exercícios de treinamento de campo. Uma atmosfera de medo e indisposição para tomar a iniciativa logo se espalhou pelo Exército Vermelho; as taxas de suicídio entre oficiais subalternos atingiram níveis recordes. Os expurgos prejudicaram significativamente as capacidades de combate do Exército Vermelho. Edwin Palmer Hoyt conclui que "o sistema de defesa soviético foi danificado ao ponto da incompetência" e enfatiza "o medo em que viviam os altos oficiais". Lloyd Clark diz: "Stalin não apenas arrancou o coração do exército, mas também lhe causou danos cerebrais". Lewin identifica três resultados sérios: a perda de oficiais superiores experientes e bem treinados; a desconfiança que causou entre potenciais aliados, especialmente a França; e o incentivo que deu à Alemanha Nazista.
Dados recentemente desclassificados indicam que em 1937, no auge das Expurgos, o Exército Vermelho contava com 114 300 oficiais, dos quais 11 034 foram demitidos. Em 1938, o Exército Vermelho contava com 179 000 oficiais, 56% a mais que em 1937, dos quais mais 6 742 foram demitidos. Nos escalões mais altos do Exército Vermelho, os expurgos removeram 3 de 5 marechais, 13 de 15 generais do exército, 8 de 9 almirantes, 50 de 57 generais de corpo de exército, 154 de 186 generais de divisão, todos os 16 comissários do exército e 25 de 28 comissários do corpo do exército.
O resultado foi que o corpo de oficiais do Exército Vermelho em 1941 tinha muitos oficiais superiores inexperientes. Enquanto 60% dos comandantes regimentais tinham dois anos ou mais de experiência em comando em junho de 1941, e quase 80% dos comandantes de divisão de fuzileiros, apenas 20% dos comandantes do corpo e 5% ou menos comandantes do exército e do distrito militar tinham o mesmo nível de experiência.
O crescimento significativo do Exército Vermelho durante o auge dos expurgos pode ter piorado as coisas. Em 1937, o Exército Vermelho somava cerca de 1,3 milhões de pessoas, aumentando para quase três vezes esse número em junho de 1941. O rápido crescimento do exército exigiu, por sua vez, a rápida promoção de oficiais, independentemente de experiência ou treinamento. Oficiais subalternos foram nomeados para preencher as posições da liderança sênior, muitos dos quais careciam de ampla experiência. Essa ação, por sua vez, resultou em muitas vagas no nível inferior do corpo de oficiais, que foram preenchidas por recém-formados nas academias de serviço. Em 1937, toda a turma júnior de uma academia foi formada um ano antes para preencher as vagas no Exército Vermelho. Estorvados pela inexperiência e medo de represálias, muitos desses novos oficiais não conseguiram impressionar o grande número de recrutas que chegavam; as queixas de insubordinação chegaram ao topo das ofensas punidas em 1941, e podem ter exacerbado os casos de soldados do Exército Vermelho abandonando suas unidades durante as fases iniciais da ofensiva alemã daquele ano.
Em 1940, Stalin começou a ceder, devolvendo ao serviço aproximadamente um terço dos oficiais anteriormente demitidos. No entanto, o efeito dos expurgos logo se manifestaria na Guerra de Inverno de 1940, onde as forças do Exército Vermelho geralmente tiveram um desempenho ruim contra o Exército Finlandês, muito menor, e mais tarde durante a invasão alemã de 1941, na qual os alemães foram capazes de derrotar o defensores soviéticos em parte devido à inexperiência dos oficiais soviéticos.

### Crimes de soldado
Na Lituânia, o pessoal do Exército Vermelho roubou lojas locais. Após a queda da Prússia Oriental, os soldados soviéticos cometeram estupros em grande escala na Alemanha Nazista, especialmente notados em Berlim até o início de maio de 1945. Eles eram frequentemente cometidos por unidades de escalão de retaguarda.